# 舞極限 (電影)
《舞極限》，是一部於2018年上映的舞蹈電影，由黃鴻升、李妍心、周定緯、徐謀俊主演。

## 電影簡介
張運翰（黃鴻升飾）是位熱愛跳舞的青年，是一位舞王，中途因為父親的賭博欠債，被迫退出與幾位好友組織的舞團。他四處打工賺錢來償還債務，而舞團不停地勸導阿漢重新加入，但看著家裡遭受高利貸的追迫。宥娜（李妍心飾）,是黑社會老大的妹妹, 熱愛跳舞,但從小到大,所有的舉動都被哥哥控制。直到遇見了張運翰,她漸漸的開始做自己喜歡的事情。由於哥哥多次的控制與威脅,她為了保護張運翰而再次面臨選擇。 LIFE ON DANCE (LOD) 舞蹈大賽勾起了運翰強烈的慾望,他堅持自己的夢想,排除萬難,最後站在LOD舞蹈大賽的舞台上,贏得眾人青睞。 "其實跳舞很簡單，只要記得當初的熱忱，走到哪，都是你的舞台"
洛基（紀源飾）,是張運翰摯友,從小到大一起生活,一起跳舞。洛基廣結朋友,帶張運翰去地下舞團,以舞蹈PK的方式來償還張運翰爸爸的債務。洛基在夜店與靖瑤相遇,靖瑤從此就在洛基身邊不離不棄。一次的不小心,在LOD舞蹈大賽前,被黑社會綁架當人質。張運翰隻身前往解救洛基, 最後兩人都受了傷。
飯糰（洪立翰飾）,是張運翰摯友,從小到大一起生活,一起跳舞。飯糰食物一直不離手,帶著可愛的外表,舞技超高強,是舞團裡的 ACE。在LOD的半決賽里,因為張運翰的失誤,導致飯糰撞傷後腦。
谷義峰（周定緯飾）是反派明星舞團DOME舞團隊長,曾經與男主角-張運翰同一個舞團出道而一炮而紅。但在整個舞團裡,唯獨張運翰受眾人崇拜並稱為舞王。嫉妒而與阿翰起了爭執 ,阿翰離開了舞團。在沒有阿翰的帶領下,谷義峰獨自帶領團隊成為了明星舞團。在LIFE ON DANCE (LOD) 比賽中,兩人各自帶領的舞團都進入大決賽。每次的碰面,兩人都不示好意。

## 演員列表

### 主要演員
| 演員姓名 | 角色名稱 | 介紹 |
| 黃鴻升   | 張運翰   | 熱愛舞蹈，舞技超強，但因為老爸愛賭，被逼放棄舞蹈努力打工，喜歡宥娜，後為WOW Crewrew舞團，最後加入Pyramid舞團。 |
| 李妍心   | 宥娜     | 喜歡張運翰 |
| 周定緯   | 谷義峰   | 現為DOME舞團隊長，原與張運翰、洛基及飯糰同一個舞團，但因不滿每次都是張運翰站中心而離隊。                       |
| 玉兔     | 靖瑤     | 喜歡洛基，WOW Crewrew舞團，最後加入Pyramid舞團。                                                               |
| 紀源     | 洛基     | 熱愛舞蹈，也愛跳舞耍帥把妹，但魯莽的性格，常常惹是生非，後為WOW Crewrew舞團，最後加入Pyramid舞團。             |
| 洪立翰   | 飯糰     | 熱愛舞蹈，不管別人眼光的超強自信！但就是特別愛吃，後為WOW Crewrew舞團，最後加入Pyramid舞團。                   |
| 譚雪惠   | Linda    | DOME舞團團員，喜歡谷義峰。                                                                                     |
| 陳沛江   | 張父     | 喜歡賭博，常常跟兒子張運翰拿錢。                                                                               |
| 賴宏恩   | 黑蛇     | 地下舞莊太子,負責管理地下賭注。                                                                                |
| 徐謀俊   | 張家明   | 喜歡宥娜 |
| 蔡宇傑   | 張煥     | |
| 王子寧   | 阿飛隊長 | |

## 工作人員
- 監製：李閎傑
- 導演：李閎傑
- 編劇：李閎傑
- 武術指導：鐘建顯
- 副導演：黄小妹
- 後期製作：Ls Film Production

## 電影歌曲
| 曲別   | 歌名     | 演唱者         | 作詞   | 作曲   | 編曲   |
| 主題曲 | 天下舞雙 | 黃鴻升、李閎傑 | 李閎傑 | 李閎傑 | 林軒羽 |

## 外部連結
- 舞極限的Facebook專頁
- 互联网电影数据库（IMDb）上《舞極限》的资料（英文）